# Tunizija
Republika Tunizija (tudi samo Tunizija) je arabska in muslimanska država, umeščena ob Sredozemsko morje na severnoafriški obali. Nahaja se v regiji Magreb v severni Afriki in pokriva površino 165.000 kvadratnih kilometrov. Njen najsevernejši del, Cape Angela, je tudi najsevernejši del Afrike. Njeno glavno mesto je Tunis. Je najvzhodnejša in najmanjša med tremi atlaškimi državami (Maroko, Alžirija, Tunizija). Meji na Alžirijo (s svojo zahodno mejo), Libijo (s svojo vzhodno in južno mejo) in Sredozemsko morje (na severu in vzhodu). Štirideset odstotkov dežele zasedajo obronki puščave Sahare, preostalo območje pa razmeroma rodovitna zemlja in lahko dostopne obale. Ta območja so igrala pomembno vlogo že v antičnem času, iz česar posebno izstopa feničanska kolonija Kartagina, pa tudi kot skladovnica žita za kasnejše rimske koloniste. Ime Tunis naj bi izviralo iz berberskega jezika, pomenilo pa naj bi rtič. Leta 2024 je imela Tunizija 12,458 milijona prebivalcev.

## Zgodovina
Ob začetku pisane zgodovine je bila Tunizija naseljena z berberskimi plemeni. Obalo so v 10. stoletju pr. n. št. naselili Feničani. V 6. stoletju je svoj višek dosegla Kartagina, a je bila v 2. stoletju pr. n. št. premagana v vojnah z Rimom in tako to ozemlje postane ena od rimskih provinc. V 5. stoletju so se tu naselili Vandali, nakar so v 6. stoletju sem prišli še Bizantinci. Arabci so zasedli to področje v 7. stoletju; vladali so z uspehom, z raznimi berberskimi upori. Vladanje Aglabidov (9. stoletje) in Ziridov (od 972), berberskih naslednikov Fatimidov, je bilo posebej uspešno obdobje.
V 12. stoletju so Normani iz Sicilije za nekaj časa zasedli tunizijsko obalo. Leta 1159 so Tunizijo zasedli Almohadi, kalifiu iz Maroka. Nasledili so jih berberski Hafsidi (1230–1574), pod katerimi je Tunizija uspevala. V zadnjem obdobju njihovega vladanja je Španija zasedla mnoga obalna mesta, a jih je pozneje ponovno zasedla Osmansko cesarstvo. Pod Turki je Tunizija uživala skoraj popolno neodvisnost. 12. maj 1881 je postala francoski protektorat. Leta 1956 je razglasila neodvisnost in od takrat sta jo vodila dva predsednika.

## Politika in uprava
Tunizija je republika z močnim predsedniškim sistemom, ki je sicer enostrankarski.

### Veje oblasti
Predsednik države Foued Mebazaa je po prebegu Zine al-Abidine Ben Alija, ki je bil na svojem položaju od leta 1987, ko je nadomestil prvega predsednika republike Habiba Bourguibo, predsednika Tunizije (med letoma 1956 in 1987) postal tretji predsednik Tunizije. Vladajoča stranka, Demokratični parlamentarni zbor (francosko Rassemblement Constitutionel Démocratique) je bila edina stranka v državi 25 let. Ta stranka je naslednica Socialistične desturske stranke (francosko Parti Socialiste Destourien, kratica PSD), ki je Tunizijo pripeljala do suverenosti. Država premore šest legalnih opozicijskih strank.
Predsedniške volitve potekajo vsakih 5 let. Na njih kandidira edina državna stranka, ki po volitvah imenuje tudi predsednika vlade in njegov kabinet, slednji pa igra pomembno vlogo v državni politiki. Prav tako državni vrh postavlja tudi regionalne guvernerje in administratorje. Volitve potekajo še za krajevne župane in krajevne svete.
Državno upravo tvori enodomni parlament (zakonodajno telo) – Dom poslancev (Chambre des députés) s 182 članskimi mesti, izmed katerih je 20 odstotkov rezerviranih za opozicijo. Dom poslancev ima vedno večjo funkcijo prostora za državnopolitično razpravo, a zaenkrat še nima velike vloge pri izdajanju zakonov – v praksi vedno potrdi predloge izvršilne oblasti z manjšimi popravki.
Sodstvo je uradno suvereno oblastno telo. Sicer je opaziti visoko stopnjo sodelovanja z vlado, zlasti ko gre za politično usmerjene primere.

### Upravna delitev
Tunizija je upravno razdeljena na 24 governoratov:
| - Ariana - Béja - Ben Arous - Bizerte - Gabès - Gafsa - Jendouba - Kairouan | - Kasserine - Kebili - Kef - Mahdia - Manouba - Medenine - Monastir - Nabeul | - Sfax - Sidi - Siliana - Sousse - Tataouine - Tozeur - Tunis - Zaghouan |  |

### Oborožene sile
Tunizija ima organizirane profesionalne oborožene sile z okoli 35 tisoč vojaki. Razdeljena je na kopensko vojsko, vojno mornarico, vojno letalstvo, paravojaške sile in narodno gardo. Povprečna starost vojakov je 20 let. Država namenja vojski 1,8 odstotka bruto državnega proizvoda (približek za leto 2002).

## Geografija
Tunizija je najbolj severna država Afrike in se kot taka uvršča v makroregijo severne Afrike. Meji na Sredozemsko morje na severu, na Alžirijo na zahodu ter na Libijo na vzhodu in jugu. Najbolj južna točka leži na 30° 15' severne geografske širine, najbolj severna točka pa na 37° 20' sev. geo. šir.; od zahoda proti vzhodu se razteza med 7° 30' vzhodne geografske dolžine in 11° 36' vzh. geo. dol.
Zavzema površino 163.610 km2, od tega 155.360 km² kopnih in 8.250 km² vodnih površin. Državne meje na kopnem merijo 1424 km, obala pa je dolga 1.148 km.
Tunizija sodi med države, ki jim po mednarodnem pomorskem pravu pripada 12 morskih milj suverenega obalnega pasu ter 24 morskih milj prehodnega pasu (vkup s suverenimi 12 morskimi miljami).
Najnižja točka dežele se nahaja na območju slanega jezera Shatt al Gharsah (-25 m) na skrajnem zahodu, najvišja točka pa v gorovju Atlas (1544 m).

### Podnebje
Tunizija leži v subtropskem podnebnem pasu, in sicer stika sredozemsko (širši obalni pas) ter subtropsko suho in polsuho podnebje (notranjost). Podnebje prehaja tako od zmernih sredozemskih razmer na severu proti vročim in suhim pogojem na jugu.
V severnem delu države je povprečna januarska temperatura 9 °C, julijska pa 26 °C. Na tem območju je deževno obdobje razpotegnjeno čez hladen del leta, med oktobrom in majem. Povprečne letne padavine na severu dosežejo 610 mm, značilno pa je veliko letno gibanje stolpca. Puščavski del v Sahari na jugu dobi povprečno 210 mm dežja letno.

### Geografska delitev
Tunizijo geografsko delimo na štiri osnovne regije. Sever države leži na razmeroma visokih obronkih gorovja Atlas, kjer vrhovi gora segajo od 610 do 1520 metrov. V posameznih nižjih območjih te regije, predvsem v dolini edine velike tunizijske reke Majardah, se nahaja rodovitna zemlja. Južno od te najbolj severne regije najdemo veliko planoto povprečne višine 610 metrov. Dalje na jug ozemlje zasedajo velika slana jezera (imenovana šot ali šat), od katerih je večina suhih skozi sušni del leta. Celotna južna tretjina države pa leži v polsuhih in suhih območjih severne Sahare.

### Naravna bogastva
Temeljno mineralno bogastvo Tunizije je nafta, katere črpališča stojijo tako na kopnem kot na morju. V 1980-ih so bila odkrita pomembna nova nahajališča.
Zraven tega Tunizija izkorišča nahajališča fosfatov, železove rude, svinca, cinka in soli.

### Okoljski problemi
Velika težava Tunizije je neurejeno odlaganje strupenih in drugih nevarnih odpadkov, kar predstavlja veliko nevarnost za zdravje okolja. Zaradi majhne količine vode v deželi je prisoten tudi problem čezmernega onesnaževanja slednje. Primanjkuje tudi zalog pitne vode.
Tu so tudi tipični problemi puščavskih držav, kot so krčenje gozda in zelenih površin zaradi pašnje, erozija prsti ter dezertifikacija.
Tunizija je razglasila tri narodne parke, kar pomeni le 0,3 odstotka državno zaščitenih površin dežele. Najbolj znan je narodni park Ichkeul v severni Tuniziji, ki ga zavzema veliko jezero in spremljajoča mokrišča, pribežališče številnih ptic, med njimi rac, gosi in plamencev.
Vlada je ratificirala mednarodne okoljske sporazume, ki se nanašajo na ohranjanje biotske raznovrstnosti, omejevanje klimatskih sprememb in dezertifikacije, ohranjanje ogroženih vrst, spreminjanje okolja, nevarne odpadke, onesnaževanje morja, ladijsko onesnaževanje, varovanje ozonskega plašča in varovanje mokrišč.

## Gospodarstvo
Tunizija je v procesu razsežnih ekonomskih reform in liberalizacije po desetletjih državnega usmerjanja in deleža v gospodarstvu. Preudarno finančno in gospodarsko načrtovanje pa v zadnjem desetletju povzročata zmerno gospodarsko rast. Tunizijsko gospodarstvo se tradicionalno opira na nafto, fosfate, kmetijstvo in turizem.
Politika države je nekoliko zaustavila rast v prvih letih samostojnosti (po letu 1956). 1960-ih so prinesla močno zavrtje razvoja gospodarstva zaradi spodbujanja kolektivizacije, zaradi česar je padel tudi letni proizvod kmetijskih dejavnosti. V 1970-ih je prišlo do nekoliko povečane gospodarske rasti zaradi povišanja cen nafte ter fosfatov na svetovnem trgu ter uveljavljanja turizma, a je svojo negativno vlogo pri rasti še vedno igral protekcionizem in regulacija uvoza. V času samostojnosti je Tunizija prejemala zajetne vsote finančne pomoči od ZDA ter evropskih, pa tudi nekaterih arabskih držav. Danes je sicer še vedno država v razvoju, sodi pa med dežele s srednjim dohodkom.
Zaradi precenjenega dinarja (uradna valuta) in rastočega mednarodnega dolga je Tunizija doživela veliko krizo na področju mednarodnega gospodarskega sodelovanja v 1980-ih. Leta 1986 je vlada zato sprejela vrsto ukrepov, med katerimi so strukturno prilagajanje za liberalizacijo trga, zmanjševanje tarif in preusmeritev države v tržno gospodarstvo. Ta model gospodarske reforme so predlagale in podprle mednarodne finančne ustanove, s tem pa je bila Tunizija deležna dodatnih posojil Svetovne banke in drugih zahodnih upnikov. Leta 1990 je Tunizija pristopila k Sporazumu o carinah in trgovanju (angleško General Agreement on Tariffs and Trade, kratica GATT), kasneje pa se je vključila v Svetovno trgovinsko organizacijo (angleško World Trade Organization, kratica WTO).
Leta 1996 je država sklenila sporazum o sodelovanju z Evropsko unijo, ki odpravlja carine in druge prepreke za prosto trgovino, tiče pa se večine dobrin. Na ta način naj bi EU uradno pomagala Tuniziji k hitrejšemu razvoju in pripravi na konkurenco globalnega trga.
Država je od leta 1987 privatizirala 160 družb v svoji lasti, in sicer v okviru ukrepov reforme 1987. leta. Kljub temu so potrebni resni napori za preprečitev množičnih odpuščanj, čemur velja dodati, da je brezposelnost že sicer pereč problem v deželi. Uradne statistike govorijo o 15 % nezaposlene delovne sile, dejanska množina pa naj bi bila večja.
Izmenjava delnic poteka preko državno vodenega Sveta za finančni trg, ki trguje s kapitalom nekaj več kot 50 podjetij.
Leta 1993 je tunizijska vlada sprejela zakon, ki dovoljuje in celo privlači tuje vlagatelje. Tako je danes v državi prijavljenih več kot 1600 izvozno usmerjenih podjetij v tuji lasti. Slednja se zanašajo in izkoriščajo predvsem potencial nizko plačane delovne sile in bližino evropskega trga, s katerim poteka največ izmenjav. Državna valuta, tunizijski dinar, je nekonvertibilna.

## Prebivalstvo
Tunizija je s svojim strateškim položajem skozi celotno zgodovino pomenila območje trenja med ljudstvi. Zavojevali so jo tako stari Rimljani kot Vandali, tako črni Afričani kot Arabci in druga plemena, ljudstva, narodi. Sodobni prebivalci dežele pa pretežno izhajajo iz Berberov, četudi jih je okoli 98 odstotkov berberski jezik zamenjalo za arabskega.
Poseljenost z ljudmi je velika zlasti v priobalnih regijah, kjer na 30 odstotkih državnega ozemlja živi okoli 70 odstotkov prebivalstva. Z dobrimi deset milijoni prebivalcev Tunizija premore 65 ljudi na km².

### Večja mesta
Tunizijska mesta so razmeroma majhnega obsega s pomembno izjemo Tunisom, ki je največje in glavno mesto države. To sredozemsko pristanišče na severovzhodu države ob jezeru Tunis, v svet pa je prometno povezano z mednarodnim letališčem in ladijskimi linijami v Evropo (Italija in Francija). Nekoliko manj pomembni mesti sta Sfax in Sousse (arabsko Susa), ki obe ležita ob vzhodni obali, razvili pa sta se ob industriji oziroma turizmu. Po svoji slikovitosti in starem pristanišču je znano tudi večje mesto Bizerte na severni obali.

### Jezik in vera
Uradni jezik Tunizije je arabščina. Poznavalci govorijo o tunizijski arabščini kot dialektu, izvirajočem iz skupine magrebške arabščine, ki jo je slišati tudi v zahodni Alžiriji in vzhodni Libiji. Slednja pa je izpeljanka iz klasične arabščine. Zraven tega velika večina prebivalcev zna govoriti francoščino. V srednjih šolah je obvezno učenje četrtega jezika, učenci lahko izbirajo med nemščino, španščino, italijanščino, ruščino in kitajščino.
Prvotni jezik v Tuniziji je bil berberski, katerega je govorila večina berberskih plemen, danas ga govori zaradi islamizacije in uradne arabščine vedno manj prebivalcev. Berberščina je bila sicer tudi zapisana, vendar je napisanih malo književnih del v tem jeziku, ohranja se v redko poseljenih gorskih vaseh, kjer so bivališča vkopana v zemljo.
Kot Arabci so prebivalci Tunizije skoraj vsi zavezani islamu (98 odstotkov populacije), in sicer njegovi sunitski veji imenovani fatimidi. V deželi je tako najti množico mošej, izmed katerih po svoji znamenitosti izstopata mošeja v svetem mestu Al Kairouan in slikovita utrdbena mošeja v obalnem Sousseu. V Tuniziji obstajajo še majhne skupine rimo-katoličanov, Judov in protestantov.

### Izobrazba in znanje
Izobraževalni sistem v Tuniziji je brezplačen, zaradi česar osnovno šolo obiskujejo praktično vsi otroci. Pouk poteka v arabščini in deloma v francoščini. Osnovne šole je v letu 2000 obiskovalo približno 1,4 milijona otrok, srednje šole 1,1 milijona, v visokošolsko izobraževanje (Univerza v Tunisu) pa je bilo vključenih nekaj več kot 200 tisoč prebivalcev.
Tunizija ima tri pomembnejše knjižnice, locirane v Tunisu. Posebno zanimiv pa je narodni muzej Bardo, ki od leta 1888 v Tunisu daje na ogled zbirke feničanskih, grških in rimskih ter muslimanskih umetniških izdelkov na čelu z mozaiki.

### Komunikacije
Komunikacijski sistem je po razvitosti – tako kot večina drugih stvari – nad afriškim povprečjem. Izhodiščne komunikacijske točke so Sfax, Sussah, Bizerte in Tunis. Telefonske priključke je leta 1997 posedovalo 654.000 gospodinjstev, v uporabi pa je bilo poleg tega leta 1998 50.000 mobilnih telefonov. Tunizijci uporabljajo 920.000 televizij (ocena 1997) za spremljanje 26 televizijskih postaj (1998). Leta 2002 je natanko 1 ponudnik spletnih storitev omogočal spletni dostop 400 tisoč uporabnikom (ocena 2002).